# Andris Šķēle

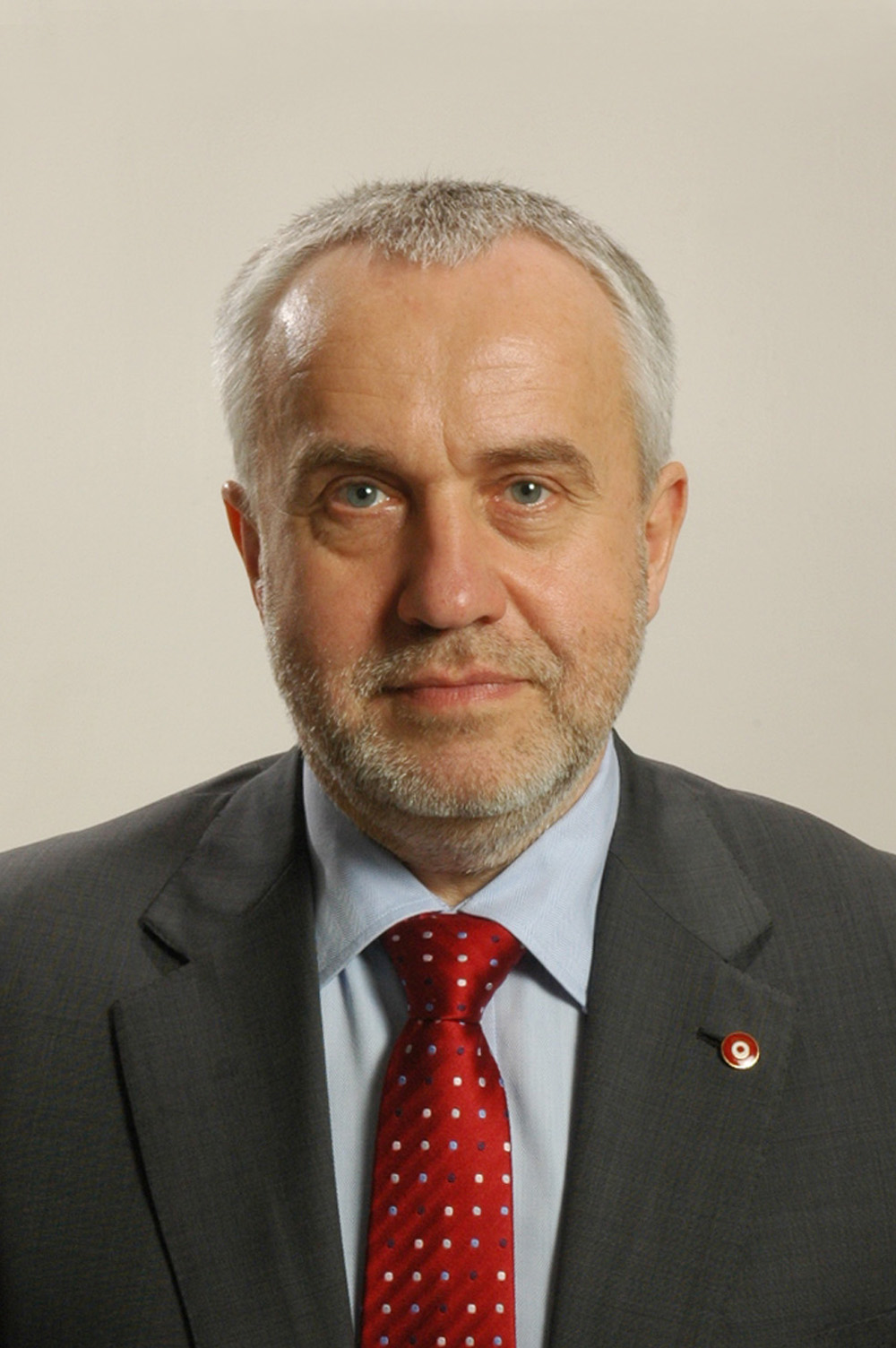
Andris Šķēle

Andris Šķēle [ˈandris ˈʃceːle] (* 16. Januar 1958 in Ape) ist ein lettischer Politiker und Unternehmer.

## Leben
Andris Šķēle studierte an der lettischen Landwirtschaftsakademie. Nach der Unabhängigkeit Lettlands 1990 arbeitete er in der Staatsverwaltung und führte kurzzeitig die Geschäfte des Landwirtschaftsministers. Ab 1993 widmete er sich seiner Geschäftstätigkeit.

### Geschäftsmann
In seiner Amtszeit als Landwirtschaftsminister und danach wurde Andris Šķēle zu einer der reichsten Personen in Lettland. Sein Vermögen wurde von der Zeitung Baltic Times auf 60 Millionen Euro geschätzt, was ihn in deren Liste der reichsten Balten auf den 15. Platz brachte. Er erwarb sein Vermögen hauptsächlich im Zuge der Privatisierung lettischer Staatsunternehmen. Er kaufte und gründete zunächst vor allem Firmen der Nahrungsindustrie. Durch seine Consulting-Firma, die die Regierung beriet, gewann er Einfluss auf die Privatisierungs- und Wirtschaftspolitik.

### Politiker
Am 21. September 1995 wurde Šķēle zum Ministerpräsidenten seines Landes gewählt, ohne einer Partei anzugehören. In zwei verschiedenen Kabinetten übte er diese Tätigkeit bis zum 7. August 1997 aus. Danach gründete er die Tautas Partija (Volkspartei), die bei den Parlamentswahlen zur 7. Saeima auf Anhieb stärkste Kraft wurde. Am 16. Juli 1999  übernahm Šķēle erneut das Amt des Ministerpräsidenten. Nach dem Rücktritt der von ihm geführten Regierung am 5. Mai 2000 blieb er bis 2003 Abgeordneter. Danach legte er sein Mandat nieder und zog sich offiziell aus der Politik zurück, war aber weiterhin einflussreichstes Mitglied der Volkspartei.
2009 ließ sich Šķēle erneut zum Vorsitzender der Tautas partija wählen. Bei der Parlamentswahl 2010 trat er als deren Spitzenkandidat an. Doch stürzte das Wahlbündnis Par Labu Latviju! (Für ein gutes Lettland!), dem sich seine Partei angeschlossen hatte, bei der Parlamentswahl 2010 auf 7,8 % der Stimmen ab. (Bei der Parlamentswahl 2006 hatte die Tautas partija allein noch 19,5 % der Stimmen erzielt.) Daraufhin löste Šķēle seine Partei auf. Bei der Parlamentswahl 2011 trat er nicht mehr an. Seither nimmt er auf anderen Wegen Einfluss auf die lettische Politik.
Šķēle war in mehrere Kriminalprozesse verwickelt, ohne jedoch selbst angeklagt oder verurteilt worden zu sein.

## Privatleben
Andris Šķēle ist in zweiter Ehe mit der ehemaligen Abgeordneten Kristiāna Lībane-Šķēle verheiratet. Sie ist genauso wie die beiden Töchter aus erster Ehe Teilhaberin an den Unternehmen Šķēļes und auf den Listen der lettischen Millionäre eingetragen.